# Дејан
Дејан је старо јужнословенско мушко име. Користи се у Србији, Црној Гори, Северној Македонији, Словенији и Хрватској, али и другим земљама.

## Порекло
Постоји неколико теорија о значењу и етимологији имена.
Обично се сматра да име Дејан води порекло од старословенске речи „дејати“ (стсл. дѣятъ) у значењу „делати“. Понекад се сматра да је Дејан скраћени облик дужег имена, као на пример Десимир или Десислав, са старословенском основом „дес“ у значењу „десити се“. У прошлости реч „дес“ је означавала још и срећу, без обзира да ли је у питању добра или зла.
Постоји и мишљење да Дејан води порекло из латинског „Dea“ у значењу „богиња“ или „Deus“ у значењу „Бог, божанство“.
Занимљиво је да је у Француској ово име намењено женама и значи „раније, пре“ (фр. deja, изговара се као дежа).

## Историјат
У документима српских владара помиње се још у 14. веку, мада је сигурно старијег настанка.

## Популарност
У Словенији је ово име од 1993. до 2005. године увек било међу првих 100, мада му популарност мање-више опада. У Северној Македонији је 2006. године било чак на шестом месту, у Србији је од 2003. до 2005. било на 45. месту, а занимљиво је да је у јужној Аустралији ово име 1999. 2001. и 2006. било међу првих шестсто по популарности.

## Изведена имена
Од овог имена изведена су имена Дејана, Дејка и Дека. Афричко име Дека је и мушко и женско и значи „задовољство“. Такође, Деан као словенско име је изведено од имена Дејан.
Од овог имена изведено је и презиме Дејановић.